# Diopsiulus crassipes
Diopsiulus crassipes är en mångfotingart som beskrevs av Carl 1941. Diopsiulus crassipes ingår i släktet Diopsiulus och familjen Stemmiulidae. Inga underarter finns listade i Catalogue of Life.